# Oporornis agilis
La reinita de Connecticut (Oporornis agilis), también denominado bijirita de cabeza gris, chipe de Connecticut, cigüita de lentes, reinita ojianillada y reinita pechigrís, es una especie de ave paseriforme de la familia Parulidae que se reproduce en Norteamérica y pasa el invierno en Sudamérica.

## Descripción
Cuando alcanza la adultez mide 13 o 14 cm. Hay dimorfismo sexual. Los machos tienen la cabeza, garganta, y pecho característicamente de color gris, y alrededor del ojo hay un conspicuo anillo blanco. El resto de las partes dorsales (nuca, espalda, alas y cola) son pardas oliváceas, y el resto de las parte ventrales (vientre y plumas cobertoras inferiores de la cola) son amarillas.
Las hembras, al igual que los machos, conservan las partes dorsales de color pardo oliváceo, las ventrales de color amarillo (aunque más pálido que en el caso de los machos), pero se distinguen fundamentalmente por que la cabeza, garganta y pecho son de color pardo opaco, siendo la garganta ligeramente más clara, y porque el anillo ocular es parduzco.
Los individuos juveniles son parecidos a las hembras.
Es similar a O. philadelphia y a O. tolmiei, y en el campo puede confundirse sobre todo con la primera, pues ambas especies coinciden geográficamente en gran medida.

## Distribución y hábitat
Se reproduce en el norte de Norteamérica, fundamentalmente en Canadá (de Alberta a Quebec), pero también en una pequeña parte del norte de los Estados Unidos adyacente a los Grandes Lagos (estados de Minnesota, Wisconsin y Míchigan). En otoño migra al sur para invernar en Sudamérica, desde la costa caribeña de Colombia y Venezuela hasta la región amazónica de Brasil y norte de Bolivia.
Vive en el interior de bosques y en matorrales. Suele alimentarse en el suelo, buscando alimento entre la hojarasca de manera silenciosa.